# Orde van de Held van de Arbeid van Kazachstan
De Orde Held van de Arbeid van Kazachstan werd op 1 december 2008 ingesteld door de regering van Kazachstan. De orde waarvan de naam herinnert aan een typische socialistische orde is een herinnering aan de periode dat het land deel van de Sovjet-Unie uitmaakte. In de Sovjet-Unie waren heldenorden in de vorm van een ster een belangrijk element van het decoratiestelsel. Het moderne decoratiestelsel van Kazachstan bouwt voort op de Sovjet-traditie.
Een "Held van de Arbeid" ("Қазақстанның Еңбек Ері") mag een zevenpuntige gouden ster op de linkerborst dragen. De ster wordt met een gouden beugel aan een rechthoekig lichtblauw lint gedragen. Op de beugel is een enkele briljantgeslepen synthetische edelsteen, een zogenaamde zirkonia, bevestigd.
De orde is zeldzaam, tot en met 2014 werd hij 25 maal uitgereikt.